# 李洪峰 (1956年)
李洪峰（1956年6月—），男，山东青州人，中华人民共和国政治人物。山东大学哲学系哲学专业毕业，中共中央党校马克思主义哲学专业在职研究生学历。

## 生平
1975年加入中国共产党。历任中共山东省委宣传部干事、主任干事、巡视员、研究室副主任、主任；泰安市委常委、宣传部部长、市委副书记、副市长、代市长、市长等职。2011年12月升任中共泰安市委书记。2012年2月当选泰安市人大主任。2016年1月，当选山东省人大农业与农村委员会副主任委员。
2008年，担任全国人大代表。